# (1212) Francette
(1212) Francette est un astéroïde de la ceinture principale découvert le 3 décembre 1931 par l'astronome français Louis Boyer à l'observatoire d'Alger. Sa désignation provisoire était 1931 XC.
Boyer lui attribua le prénom "Francette", qui était celui de sa femme.